# 카를 프리드리히 폰 호엔촐레른

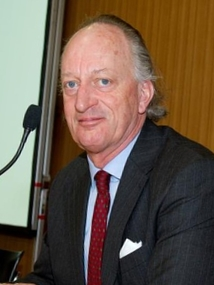
카를 프리드리히 폰 호엔촐레른

카를 프리드리히 폰 호엔촐레른(Karl Friedrich von Hohenzollern, 1952년 4월 20일 ~ )은 프리드리히 빌헬름 폰 호엔촐레른 후작과 마르가리타 폰 라이닝겐 후녀의 장남이다. 그는 2010년 9월 16일 아버지가 사망한 후 호엔촐레른 가문의 가톨릭 슈바벤 지부장이 되었다.